# مونيكا هيوز
مونيكا هيوز هي كاتبة خيال علمي وكاتِبة وكاتبة للأطفال كندية، ولدت في 3 نوفمبر 1925 في ليفربول في المملكة المتحدة، وتوفيت في 7 مارس 2003 في إدمونتون في كندا.